# Rădăcină digitală
Rădăcina digitală (sau suma digitală repetată) a unui număr natural într-o bază de numerație dată este valoarea (cu o singură cifră) obținută printr-un proces iterativ de însumare a cifrelor, la fiecare iterație folosind rezultatul din iterația anterioară pentru a calcula suma cifrelor. Procesul continuă până se ajunge la un număr format dintr-o singură cifră.

## Definiția formală
Fie {\displaystyle n} un număr natural. În baza {\displaystyle b>1}, se definește suma cifrelor {\displaystyle F_{b}:\mathbb {N} \rightarrow \mathbb {N} } în modul următor:
{\displaystyle F_{b}(n)=\sum _{i=0}^{k-1}d_{i}}
unde {\displaystyle k=\lfloor \log _{b}{n}\rfloor +1} este numărul de cifre ale numărului din baza {\displaystyle b}, iar
{\displaystyle d_{i}={\frac {n{\bmod {b^{i+1}}}-n{\bmod {b}}^{i}}{b^{i}}}}
este valoarea fiecărei cifre a numărului. Un număr natural {\displaystyle n} este rădăcina digitală dacă este un punct fix al {\displaystyle F_{b}}, care apare dacă {\displaystyle F_{b}(n)=n}. 
Toate numerele naturale {\displaystyle n} sunt rezultate intermediare pentru {\displaystyle F_{b}}, indiferent de bază. Aceasta deoarece dacă {\displaystyle n\geq b}, atunci
{\displaystyle n=\sum _{i=0}^{k-1}d_{i}b^{i}}
prin urmare
{\displaystyle F_{b}(n)=\sum _{i=0}^{k-1}d_{i}<\sum _{i=0}^{k-1}d_{i}b^{i}=n}
deoarece {\displaystyle b>1}.
Dacă {\displaystyle n<b}, atunci rezultatul este trivial: 
{\displaystyle F_{b}(n)=n}.
Prin urmare, singurele rădăcini digitale posibile sunt numerele naturale {\displaystyle 0\leq n<b} și nu există alte ciclări decât punctele fixe ale {\displaystyle 0\leq n<b}.

### Exemplu
În baza 12, 8 este rădăcina digitală a numărului 311010 (din baza 10):
{\displaystyle d_{0}={\frac {3110{\bmod {12^{0+1}}}-3110{\bmod {1}}2^{0}}{12^{0}}}={\frac {3110{\bmod {12}}-3110{\bmod {1}}}{1}}={\frac {2-0}{1}}={\frac {2}{1}}=2}
{\displaystyle d_{1}={\frac {3110{\bmod {12^{1+1}}}-3110{\bmod {1}}2^{1}}{12^{1}}}={\frac {3110{\bmod {144}}-3110{\bmod {1}}2}{12}}={\frac {86-2}{12}}={\frac {84}{12}}=7}
{\displaystyle d_{2}={\frac {3110{\bmod {12^{2+1}}}-3110{\bmod {1}}2^{2}}{12^{2}}}={\frac {3110{\bmod {1728}}-3110{\bmod {1}}44}{144}}={\frac {1382-86}{144}}={\frac {1296}{144}}=9}
{\displaystyle d_{3}={\frac {3110{\bmod {12^{3+1}}}-3110{\bmod {1}}2^{3}}{12^{3}}}={\frac {3110{\bmod {20736}}-3110{\bmod {1}}728}{1728}}={\frac {3110-1382}{1728}}={\frac {1728}{1728}}=1}
{\displaystyle F_{12}(3110)=\sum _{i=0}^{4-1}d_{i}=2+7+9+1=19}
Aceasta arată că 311010 = 197212. Acum, pentru {\displaystyle F_{12}(3110)=19}
{\displaystyle d_{0}={\frac {19{\bmod {12^{0+1}}}-19{\bmod {1}}2^{0}}{12^{0}}}={\frac {19{\bmod {12}}-19{\bmod {1}}}{1}}={\frac {7-0}{1}}={\frac {7}{1}}=7}
{\displaystyle d_{1}={\frac {19{\bmod {12^{1+1}}}-19{\bmod {1}}2^{1}}{12^{1}}}={\frac {19{\bmod {144}}-19{\bmod {1}}2}{12}}={\frac {19-7}{12}}={\frac {12}{12}}=1}
{\displaystyle F_{12}(19)=\sum _{i=0}^{2-1}d_{i}=1+7=8}
arată că 1910 = 1712. Deoarece 812 este un număr format dintr-o singură cifră,
{\displaystyle F_{12}(8)=8}.

## Formule directe
Se poate defini rădăcina digitală direct pentru baza {\displaystyle b>1} {\displaystyle \operatorname {dr} _{b}:\mathbb {N} \rightarrow \mathbb {N} } în modul următor:

### Formula de congruență
În baza {\displaystyle b} formula este:
{\displaystyle \operatorname {dr} _{b}(n)={\begin{cases}0&{\mbox{if}}\ n=0,\\b-1&{\mbox{if}}\ n\neq 0,\ n\ \equiv 0{\bmod {b-1}},\\n\ {\rm {mod}}\ (b-1)&{\mbox{if}}\ n\not \equiv 0{\bmod {b-1}}\end{cases}}}
sau,
{\displaystyle \operatorname {dr} _{b}(n)={\begin{cases}0&{\mbox{if}}\ n=0,\\1\ +\ ((n-1)\ {\rm {mod}}\ (b-1))&{\mbox{if}}\ n\neq 0.\end{cases}}}
În baza 10 secvența corespunzătoare este cea din Șirul A010888 la Enciclopedia electronică a șirurilor de numere întregi (OEIS).
Rădăcina digitală este valoarea modulo {\displaystyle b-1} deoarece {\displaystyle b\equiv 1{\bmod {b-1}},} astfel că {\displaystyle b^{k}\equiv 1^{k}\equiv 1{\bmod {b-1}},} deci, indiferent de poziție, valoarea {\displaystyle n{\bmod {b}}-1} este aceeași — {\displaystyle ab^{2}\equiv ab\equiv a{\bmod {b-1}}} — motiv pentru care cifrele pot fi adăugate în mod semnificativ. Concret, pentru un număr din trei cifre {\displaystyle n=a_{1}b^{2}+a_{2}b^{1}+a_{3}b^{0}}
{\displaystyle \operatorname {dr} _{b}(n)\equiv a_{1}b^{2}+a_{2}b^{1}+a_{3}b^{0}\equiv a_{1}(1)+a_{2}(1)+a_{3}(1)\equiv (a_{1}+a_{2}+a_{3}){\bmod {b-1}}}.
Pentru a obține valoarea modulară față de alte numere {\displaystyle n}, se pot lua sumele ponderate, caz în care ponderea celei de a k-a cifră corespunde valorii din {\displaystyle b^{k}} modulo {\displaystyle n}. În baza 10 acest lucru este cel mai simplu pentru 2, 5 și 10, unde cifrele mai mari dispar (din moment ce 2 și 5 sunt divizori ai lui 10), ceea ce corespunde faptului că divizibilitatea unui număr zecimal în raport cu 2, 5 și 10 poate fi verificată de ultima cifră (de exeplu numerele pare se termină cu 0, 2, 4, 6 sau 8).
De asemenea, este de remarcat modulul {\displaystyle n=b+1}: din moment ce {\displaystyle b\equiv -1{\bmod {b+1}},} există {\displaystyle b^{2}\equiv (-1)^{2}\equiv 1{\pmod {b+1}},} astfel {\displaystyle b^{2}\equiv (-1)^{2}\equiv 1{\pmod {b+1}},} luând suma alternativă a cifrelor rezultă valoarea modulo {\displaystyle b+1}.

### Folosind funcția „partea întreagă”
Ajută să fie considerată rădăcina digitală a unui număr întreg pozitiv ca poziția față de cel mai mare multiplu al {\displaystyle b-1} mai mic ca numărul propriu-zis. De exemplu, în baza 6 rădăcina digitală a lui 116 este 2, ceea ce înseamnă că 116 este al doilea număr după {\displaystyle 6-1=5}. La fel, în baza 10 rădăcina digitală a anului 2035 este 1, ceea ce înseamnă că {\displaystyle 2035-1=2034|9}. Dacă un număr produce o rădăcină digitală exact cât {\displaystyle b-1}, atunci numărul este un multiplu al {\displaystyle b-1}.
Având în vedere acest lucru, rădăcina digitală a unui număr întreg pozitiv {\displaystyle n} poate fi definită folosind funcția „partea întreagă” {\displaystyle \lfloor x\rfloor } drept
{\displaystyle \operatorname {dr} _{b}(n)=n-(b-1)\left\lfloor {\frac {n-1}{b-1}}\right\rfloor .}

### Proprietăți
- Rădăcina digitală a {\displaystyle a_{1}+a_{2}} în baza {\displaystyle b} este rădăcina digitală a sumei rădăcinii digitale a {\displaystyle a_{1}} și a rădăcinii digitale a {\displaystyle a_{2}}. Această proprietate poate fi utilizată ca un fel de sumă de control, pentru a verifica dacă o sumă a fost efectuată corect.

{\displaystyle \operatorname {dr} _{b}(a_{1}+a_{2})=\operatorname {dr} _{b}(\operatorname {dr} _{b}(a_{1})+\operatorname {dr} _{b}(a_{2})).}
- Rădăcina digitală a {\displaystyle a_{1}-a_{2}} în baza {\displaystyle b} este congruentă cu diferența dintre rădăcina digitală a {\displaystyle a_{1}} și cea a {\displaystyle a_{2}} modulo {\displaystyle b-1}.

{\displaystyle \operatorname {dr} _{b}(a_{1}-a_{2})\equiv (\operatorname {dr} _{b}(a_{1})-\operatorname {dr} _{b}(a_{2})){\bmod {b-1}}.}
- Rădăcina digitală a {\displaystyle -n} în baza {\displaystyle b} este:

{\displaystyle \operatorname {dr} _{b}(-n)\equiv -\operatorname {dr} _{b}(n){\bmod {b-1}}.}
- Rădăcina digitală a produsului numerelor strict pozitive formate dintr-o singură cifră {\displaystyle a_{1}\cdot a_{2}} în baza {\displaystyle b} este dată de pătratul Vedic în baza {\displaystyle b}.
- Rădăcina digitală a {\displaystyle a_{1}\cdot a_{2}} în baza {\displaystyle b} este rădăcina digitală a produsului rădăcinilor digitale ale {\displaystyle a_{1}} și {\displaystyle a_{2}}.

{\displaystyle \operatorname {dr} _{b}(a_{1}a_{2})=\operatorname {dr} _{b}(\operatorname {dr} _{b}(a_{1})\cdot \operatorname {dr} _{b}(a_{2})).}

## Persistența aditivă
Persistența aditivă numără de câte ori trebuie efectuată suma cifrelor unui număr pentru a se ajunge la rădăcina sa digitală. De exemplu, persistența aditivă a numărului 2718 în baza 10 este 2: În primul pas se calculează {\displaystyle 2+7+1+8=18,}iar în al doilea {\displaystyle 1+8=9.}.
Nu există vreo limită pentru persistența aditivă a numerelor dintr-o bază {\displaystyle b}.
Demonstrație: Pentru un număr {\displaystyle n} dat, persistența numărului format din {\displaystyle n} repetări ale cifrei 1 este {\displaystyle n+1}. Cele mai mici numere cu persistență aditivă 0, 1, ... în baza 10 sunt:
0, 10, 19, 199, 19 999 999 999 999 999 999 999, ... 
Următorul număr din secvență (cel mai mic număr cu persistența aditivă 5) este 2 × 102×(1022 − 1)/9 − 1 (adică 1 urmat de 2 222 222 222 222 222 222 222 cifre de 9). Pentru orice bază fixă, suma cifrelor unui număr este proporțională cu logaritmul său; prin urmare, persistența aditivă este proporțională cu logaritmul său iterat.

## Exemplu de programare
Exemplul de mai jos implementează suma cifrelor descrisă în definiția de mai sus pentru a căuta rădăcini digitale și persistențe aditive în Python.
```
def
 
digit_sum
(
x
:
 
int
,
 
b
:
 
int
)
 
->
 
int
:

    
total
 
=
 
0

    
while
 
x
 
>
 
0
:

        
total
 
=
 
total
 
+
 
(
x
 
%
 
b
)

        
x
 
=
 
x
 
//
 
b

    
return
 
total

def
 
digital_root
(
x
:
 
int
,
 
b
:
 
int
)
 
->
 
int
:

    
seen
 
=
 
set
()

    
while
 
x
 
not
 
in
 
seen
:

        
seen
.
add
(
x
)

        
x
 
=
 
digit_sum
(
x
,
 
b
)

    
return
 
x

def
 
additive_persistence
(
x
:
 
int
,
 
b
:
 
int
)
 
->
 
int
:

    
seen
 
=
 
set
()

    
while
 
x
 
not
 
in
 
seen
:

        
seen
.
add
(
x
)

        
x
 
=
 
digit_sum
(
x
,
 
b
)

    
return
 
len
(
seen
)
 
-
 
1

```